# Микеладзе, Давид Георгиевич
Давид Георгиевич Микеладзе (груз. დავით მიქელაძე; род. 8 июля 1947, Тбилиси) — советский и грузинский биолог и биохимик, доктор биологических наук, профессор, академик Академии наук Грузии (2013; член-корреспондент с 2009).

## Биография
Родился 8 июля 1947 года в Тбилиси, Грузинской ССР.
С 1965 по 1970 год обучался на биологическом факультете Тбилисского государственного университета. С 1971 по 1974 год обучался в аспирантуре НИИ физиологии имени И. С. Бериташвили АН ГрузССР. С 1974 по 1986 год обучался в докторантуре Московского государственного университета.
С 1974 года на научной работе в Институте физиологии Академии наук Грузии в должностях: младший научный сотрудник и старший научный сотрудник, с 1983 года — заведующий кафедрой биохимии. С 2005 по 2008 год одновременно с научной занимался и педагогической работой в  Тбилисском государственном университете в качестве профессора биологии и декана биологического факультета. С 2008 года на педагогической работе в Ильинском государственном университете в качестве профессора.

### Научно-педагогическая деятельность и вклад в науку
Основная научно-педагогическая деятельность Д. Микеладзе была связана с вопросами в области биологии, неврологии и биохимии. Занимался исследованиями в области молекулярных и физиологических процессов, основных направлений в иммунной и нервной системах, исследованиями в системах регуляции метаболических процессов в основе которых лежит этиопатогенез онкологических и нейродегенеративных заболеваний, их таргетная терапия.
В 1974 году защитил кандидатскую диссертацию по теме: «Изучение механизма реакции сукцинил-КоА-синтетазы грудной мышцы голубя», в 1986 году защитил докторскую диссертацию на соискание учёной степени доктор биологических наук по теме: «Обмен кальция в нервной ткани и его регуляция протеинкиназными реакциями». В 1995 году ему присвоено учёное звание профессор. В 2009 году был избран член-корреспондентом, в 2013 году — действительным членом НАН Грузии. Д. Микеладзе  было написано более двухсот научных работ, в том числе  монографий и учебников для высших учебных заведений.

## Основные труды
- Изучение механизма реакции сукцинил-КоА-синтетазы грудной мышцы голубя. - Тбилиси, 1978. - 123 с.
- Циклические нуклеотиды, кальций и протеинкиназные реакции в нервной ткани : Роль вторичных посредников (Ca и ЦАМР) в активности нервной клетки / Микеладзе  Д. Г. - Тбилиси : Мецниереба, 1983. - 183 с.
- Обмен кальция в нервной ткани и его регуляция протеинкиназными реакциями. - Тбилиси, 1986. - 272 с[4]